# FIFA 14
 (juin 2016).
Si vous disposez d'ouvrages ou d'articles de référence ou si vous connaissez des sites web de qualité traitant du thème abordé ici, merci de compléter l'article en donnant les références utiles à sa vérifiabilité et en les liant à la section « Notes et références ».
FIFA 14 est un jeu vidéo de football développé par EA Canada et édité par Electronic Arts. Il est sorti le 27 septembre 2013 sur PC, PlayStation 3, PlayStation 4, Xbox 360, Nintendo 3DS, PlayStation Portable, PlayStation Vita, PlayStation 2, Wii et Xbox One. À noter que FIFA 14 est compatible sur PC avec les manettes de Xbox. C'est le 20e jeu de la franchise FIFA Football et par la même occasion la suite de FIFA 13.

## Nouveautés

### Nouvelles équipes
Les nouvelles équipes présentes appartiennent aux championnats argentins, chilien et colombien. L'équipe ukrainienne du FC Chakhtar Donetsk ou l'équipe écossaise des Glasgow Rangers sont également présentes.

### Nouveaux stades
Le jeu comporte plus de 60 stades dont 32 réels avec notamment l'ajout des stades suivants :
- Camp Nou (FC Barcelone)
- Donbass Arena (FC Chakhtar Donetsk)
- Goodison Park (Everton FC)
- La Bombonera (Boca Juniors)

À noter le retour du Camp Nou après avoir été retiré de FIFA 13 pour des raisons de licence.

### Pochette
Le joueur du FC Barcelone, Lionel Messi figure sur la pochette du jeu. Il est parfois accompagné d'un autre joueur selon le pays où le jeu est commercialisé. À noter qu'en France, seul Lionel Messi figure sur la pochette.
- Amérique du Nord : Javier Hernández (Manchester United)
- Amérique centrale et Amérique du Sud (sauf Brésil) : Arturo Vidal (Juventus) et Radamel Falcao (AS Monaco)
- Australie et Nouvelle-Zélande : Tim Cahill (Red Bulls de New York)
- Autriche :David Alaba (Bayern Munich)
- Hongrie : Balázs Dzsudzsák (FC Dynamo Moscou)
- Japon : Maya Yoshida (Southampton FC) et Makoto Hasebe (1. FC Nuremberg)
- Italie : Stephan El Shaarawy (AC Milan)
- Moyen-Orient : Mustafa Al-Bassas (Al-Ahli)
- Pologne : Robert Lewandowski (anciennement Borussia Dortmund, Bayern Munich)
- République tchèque : Michal Kadlec (Fenerbahçe)
- Royaume-Uni et Irlande : Gareth Bale (Real Madrid)
- Suisse : Xherdan Shaqiri (Bayern Munich)

### Commentateurs
Hervé Mathoux et Franck Sauzée sont les commentateurs de la version française du jeu. Emmanuel Rausenberger intervient de temps en temps concernant les blessures des joueurs. Dans la version anglaise, ce sont Martin Tyler et Alan Smith qui commentent les matchs de championnat ou de coupe.

## Accueil
- Famitsu : 37/40[2]
- Jeuxvideo.com
  - PlayStation 3, Xbox 360, PC : 17/20[3]
  - PlayStation 4, Xbox One : 15/20[4]
  - PlayStation Vita, PlayStation Portable, PlayStation 2, Wii, Nintendo 3DS, : 5/20[5]

## Versions
- FIFA 14 est le dernier jeu de la série à être édité sur PlayStation 2, c'est aussi l'avant-dernier jeu à sortir officiellement sur cette console, le dernier étant PES 2014 sorti quelques jours plus tard.
- Il s'agit également du dernier FIFA sur PlayStation Portable.